# Молодіжний чемпіонат Європи з футболу 1998
Чемпіонат Європи з футболу 1998 серед молодіжних команд — міжнародний футбольний турнір під егідою УЄФА серед молодіжних збірних команд країн зони УЄФА. Переможцем турніру стала молодіжна збірна команда Іспанії, яка у фіналі перемогла молодіжну збірну Греції 1:0.

## Кваліфікувались до фінальної частини
| Країна     | Групи              | Попередні турніри                            |
| ---------- | ------------------ | -------------------------------------------- |
| Норвегія   | Група 3            | 0 (дебют)                                    |
| Швеція     | Група 4            | 3 (1986, 1990, 1992)                         |
| Росія      | Група 5            | 1 (1994)                                     |
| Іспанія    | Група 6            | 7 (1982, 1984, 1986, 1988, 1990, 1994, 1996) |
| Нідерланди | Група 7            | 2 (1988, 1992)                               |
| Румунія    | Група 8            | 0 (дебют)                                    |
| Німеччина  | Група 9            | 2 (1992, 1996)                               |
| Греція     | Переможоць плей-оф | 1 (1988, 1994)                               |

## Чвертьфінали
| 23 травня | Німеччина  | — | Греція  | 0:1 |
| 23 травня | Нідерланди | — | Румунія | 2:1 |
| 24 травня | Іспанія    | — | Росія   | 1:0 |
| 24 травня | Норвегія   | — | Швеція  | 1:0 |

## Півфінали
| 26 травня | Нідерланди | — | Греція  | 0:3      |
| 27 травня | Норвегія   | — | Іспанія | 0:1 д.ч. |

## Турнір за 5 - 8 місця
| 26 травня | Румунія | — | Німеччина | 0:1 |
| 27 травня | Росія   | — | Швеція    | 0:2 |

7 місце
| 29 травня | Росія | — | Румунія | 2:1 |

5 місце
| 29 травня | Німеччина | — | Швеція | 2:1 |

## Матч за 3-є місце
| 31 травня | Норвегія | — | Нідерланди | 2:0 |

## Фінал
| 31 травня 1998 |

| Іспанія                | 1–0 | Греція |
| ---------------------- | --- | ------ |
| Іван Перес Муньйос 65' |     |        |

| «Стяуа», Бухарест |

| Євро-1998 (U-21)  |
| ----------------- |
| Іспанія 2-й титул |